# 黎巴嫩馬龍尼禮教會教徒
黎巴嫩馬龍尼禮教會教徒指的是黎巴嫩境內的马龙尼礼教会的信徒，该教会是该国最大的基督教教派。 黎巴嫩马龙派人口主要集中居住在黎巴嫩山和贝鲁特东部。 他们约占黎巴嫩总人口的30%。 